# Trần Tiến Dũng (Hà Tĩnh)
Trần Tiến Dũng (sinh ngày 25 tháng 8 năm 1954) là một chính trị gia người Việt Nam. Ông từng là đại biểu Quốc hội Việt Nam khóa XIII nhiệm kì 2011-2016, thuộc đoàn đại biểu Quốc hội tỉnh Hà Tĩnh.

## Xuất thân
Trần Tiến Dũng quê quán ở Xã Thạch Ngọc, huyện Thạch Hà, Hà Tĩnh, người dân tộc Kinh, không theo tôn giáo nào.

## Giáo dục
- Cử nhân Luật
- Cử nhân chính trị

## Sự nghiệp
Ông gia nhập Đảng Cộng sản Việt Nam vào ngày 2/12/1973.
Ông từng là đại biểu Quốc hội Việt Nam khóa XII.
Từ 2011-2016 ông là Tỉnh ủy viên, Phó Trưởng đoàn chuyên trách Đoàn Đại biểu Quốc hội tỉnh Hà Tĩnh, Ủy viên Ủy ban Pháp luật của Quốc hội.